# .info
.info je generická doména nejvyššího řádu, původně určená pro informační služby, protože však na registraci nebyly stanoveny omezující podmínky, brzy se stala alternativou, pokud bylo doménové jméno v .com zabrané.
Doména se může skládat minimálně ze tří znaků a maximálně může obsahovat 63 znaků.